# Paulina Buxó
Paulina Buxó (Figueres, 1835 - Barcelona, ?) va ser una pionera de la fotografia, compositora, pianista, poetessa i religiosa catalana. Va ser una persona coneguda a Roma, Florència i París pel seu caràcter emprenedor i el seu interès per la cultura i el saber.

## Biografia
Era religiosa i probablement formava part de les monges Escolàpies, que havien arribat a Figueres el 1829, i va incorporar el nom de la seva fundadora, Paula Montal, tot i que a l'arxiu de l'orde no s'ha pogut trobar el seu registre. És molt probable que quan va ingressar a l'orde es traslladés a París, on va aprendre fotografia.
Les fotografies que se'n conserven són del 1857. Aquest any va oferir a la reina Isabel II un llibre d'oracions amb una coberta treballada a l'estil medieval. Nouvel office de l'Inmaculée Conception: Prières et elévations dédiées à S. M. Isabelle II, Reine d'Espagne / par Mlle. Pauline Buxo és un llibre il·lustrat amb 13 fotografies signades per ella i fetes amb la tècnica de l'albúmina que reprodueixen pintures i escultures religioses. El llibre està destinat a la devoció o al culte privat de la reina, poc després de la declaració del dogma de la Immaculada Concepció. El llibre és pioner en el sentit que complementa amb fotografies les pregàries fragmentades en salms per a cada dia de la setmana. El llibre es conserva a la Real Colección de Fotografía de las Colecciones Reales de Madrid.
Entre 1864 i 1874 va fer diverses composicions musicals i va destacar per la seva habilitat com a intèrpret musical segons diverses publicacions de l'època. El 1865 la premsa de Barcelona la situava entre els cercles musicals i filharmònics de Barcelona i apuntava que podia ser elegida com a professora de piano de la infanta Isabel. El diari El Ampurdanés afirmava el 8 de setembre de 1864 que era "reputada com una de les primeres pianistes d'Europa, i toca a primera vista les composicions del cèlebre Listz". El Lloyd español es pronunciava en el mateix sentit.
El 1864 la premsa també indicava que estava escrivint una obra per a banda militar dedicada al príncep d'Astúries i el tema Flor de mayo: fantasía de concierto sobre la Marcia dei Crociati de la ópera I Lombardi de Verdi, editada a Barcelona i dedicada a Àngela Brunet. El 1867 La España musical deia que havia interpretat una composició amb les melodies de Gemma di Vergy.
Durant aquests anys era considerada una de les millors professores particulars de música, però també feia classes de francès al Colegio de Isabel la Católica de Sant Gervasi de Barcelona.
Al final de la seva vida es dedicà a escriure devocionaris i llibres d'oracions de gran qualitat pels articulistes de l'època. Consta la publicació dels llibres Elevaciones del Alma a Dios, Elevaciones del Alma a la Virgen, el devocionari Nouvel Office de l'Immaculée Conception consacré a Notre Dame de Lourdes i el Nuevo oficio o sea fervorosa oración a la Virgen Inmaculada.
Una exposició celebrada a Figueres el 2020 de fotografies fetes per dones incorporà algunes de les seves fotografies.